# 스즈키 식스틴
스즈키 식스틴(영어: Suzuki Sixteen)은 스즈키에서 2007년부터 생산 중인 모터사이클이다.